# 니코스트라토스
니코스트라토스(고대 그리스어: Νικόστρατος , 라틴어: Nicostratos, ? - 기원전 418년)는 펠로폰네소스 전쟁 시기의 고대 아테나이의 장군이다.

## 생애
니코스트라토스는 디에이토레페스의 아들이다. 니코스트라토스는 기원전 427년 케르키라에서  친 아테나이 민주파와 친 스파르타 파의 과두파 사이에 내란이 일어나자 이것을 진압하기 위해 12척의 함대와 메세니아 병사 500명을 이끌고 키르케라로 향했다. 그는 쌍방을 화해시키고, 케르키라와 아테나이의 동맹을 체결해 아테나이의 아군으로 끌어들이려고 했다. 그러나 양측은 양보를 하지 않았기 때문에 중재는 실패하였고, 내란을 두려워한 (친 스파르타) 과두파는 가까운 섬으로 옮겨갔다. 그로부터 4~5일 후에 알키다스가 이끄는 펠로폰네소스 함대 53척이 케르키라로 왔기 때문에, 아테나이 · 케르키라 연합 함대 72척 사이에서 해전이 벌어졌다. 아테나이 · 케르키라 연합 함대는 패배했지만, 에우리메돈이 이끄는 아테나이 함대 60척이 접근하자, 알키다스는 브라시다스의 제안에도 불구하고 케르키라로 쳐들어가지 않고 영지를 휩쓴 후 귀국했다. 이후, 민주파에 의한 과두파의 학살이 일어났고, 아테나이 함대는 후속 함대와 함께 케르키라를 떠났다. (이러한 민주파의 승리를 위해 아테나이와 동맹이 체결되었을 지도 모른다.)
기원전 418년에 니코스트라토스는 라케스 등 동료 장군과 보병 1,000명과 기병 300기와 함께 아르고스의 원군으로 보내졌지만 같은 해 만티네이아 전투에서 라케스와 함께 전사했다.